# فرودگاه ریچموند (رود آیلند)
 فرودگاه ریچموند، رود آیلند (به انگلیسی: Richmond Airport (Rhode Island)) یک فرودگاه همگانی بهره‌برداری هوایی است که یک باند فرود آسفالت دارد و طول باند آن ۶۴۹ متر است. این فرودگاه در کشور ایالات متحده آمریکا قرار دارد و در ارتفاع ۴۰ متری از سطح دریا واقع شده است.